# 小名木栄三郎
小名木 栄三郎（おなぎ えいざぶろう、1929年 - 2024年12月21日）は、日本のドイツ文学者。慶應義塾大学名誉教授。

## 略歴
東京生まれ。1953年慶應義塾大学独文科卒。慶應義塾大学法学部助教授、教授を経て、1994年定年退任、名誉教授。清和大学教授。
2024年12月21日午前0時15分、老衰のため横浜市の病院で死去。95歳没。

## 著書
- 『西ドイツ・戦後40年の歩み ベルリンの壁を中心として』（朝日出版社） 1990
- 『楽しくめぐるドイツ語の旅』（Barbara Ebert共著、朝日出版社） 1991
- 『ホーフマンスタールの青春 夢幻の世界から実在へ』（慶応義塾大学法学研究会） 1992
- 『自然と対話する魂の軌跡 アーダルベルト・シュティフター論』（慶応義塾大学法学研究会） 1994

## 翻訳
- 『フーゴー・ヴォルフ生涯と歌曲』（エルンスト・デチャイ、猿田悳共訳、音楽之友社） 1966

## 参考
- 小名木榮三郎「三田の独文 : 黎明期の星」『慶應義塾大学日吉紀要. ドイツ語学・文学』第44巻、慶應義塾大学日吉紀要刊行委員会、2008年、107(10)-116(1)、ISSN 0911-7202、CRID 1050845762328498944。

## 脚註
1. ↑  “慶応大名誉教授、小名木栄三郎さん死去 95歳”. 産経新聞. (2024年12月27日) 2024年12月27日閲覧。